# André B. Roman
André Bienvenu Roman, född 5 mars 1795 nära Opelousas i Spanska Louisiana, död 26 januari 1866 i New Orleans i Louisiana, var en amerikansk politiker. Han var Louisianas guvernör 1831–1835 och 1839–1843. Han var först nationalrepublikan och gick sedan med i Whigpartiet.
Roman utexaminerades 1815 från St. Mary's College i Baltimore och köpte därefter en plantage i Saint James Parish. Ett år senare gifte han sig med Aimée Françoise Parent och paret fick åtta barn. Mellan 1826 och 1828 arbetade Roman som domare i Saint James Parish. En av USA:s mest framträdande politiker Henry Clay stödde Romans vinnande kampanj i guvernörsvalet 1830. Under kampanjen bodde Clay i New Orleans. Förutom för att aktivt delta i Romans kampanj planerade Clay redan samtidigt sin egen kampanj inför presidentvalet i USA 1832. Clays stöd visade sig avgörande i ett val där många framträdande politiker i Louisiana hade siktet inställt på guvernörsämbetet. Efter valsegern tillträdde Roman 1831 som guvernör för första gången. Efter fyra år som guvernör kandiderade han utan framgång till USA:s senat. År 1839 tillträdde Roman guvernörsämbetet på nytt. Fyra år senare efterträddes han av Alexandre Mouton.
År 1861 deltog Roman i konventet som beslutade om Louisianas utträde ur USA. Roman representerade Saint James Parish och Saint John the Baptist Parish på konventet. Han röstade nej till utträdet.
Katoliken Roman avled 1866 i New Orleans och gravplatsen finns numera på St. James Catholic Cemetery i Saint James Parish.